# Ruben Querinjean
Ruben Querinjean (22 dicembre 2001) è un mezzofondista e siepista lussemburghese.

## Record nazionali
Seniores
- 3000 metri siepi : 8'14"33 ( Turku, 17 giugno 2025)
- 10 km su strada: 28'25" ( Lille, 16 marzo 2025)

## Progressione

### 3000 metri siepi
| Stagione | Misura  | Luogo       | Data      | Rank. Mond. |
| -------- | ------- | ----------- | --------- | ----------- |
| 2025     | 8'14"33 | Turku       | 17-6-2025 |             |
| 2024     | 8'18"82 | Lussemburgo | 28-6-2024 |             |
| 2022     | 8'41"14 | Pfungstadt  | 26-7-2022 |             |

## Palmarès
| Anno | Manifestazione               | Sede      | Evento         | Risultato | Prestazione | Note  |
| ---- | ---------------------------- | --------- | -------------- | --------- | ----------- | ----- |
| 2021 | Europei U23                  | Tallinn   | 1500 m piani   | Batteria  | 3'46"31     |       |
| 2021 | Europei di cross             | Dublino   | Corsa U23      | Bronzo    | 24'36"      |       |
| 2024 | Europei                      | Roma      | 3000 m siepi   | Batteria  | 8'29"07     | [ 1 ] |
| 2024 | Olimpiade                    | Parigi    | 3000 m siepi   | Batteria  | 8'27"97     | [ 2 ] |
| 2024 | Europei di cross             | Antalya   | Corsa seniores | 24º       | 23'06"      |       |
| 2025 | Europei su strada            | Bruxelles | 10 km          | 33º       | 29'09       | [ 3 ] |
| 2025 | Giochi mondiali universitari | Reno-Ruhr | 3000 m siepi   | Oro       | 8'18"46     | [ 4 ] |

## Campionati nazionali
- 2 volta campione lussemburghese dei 3000 metri siepi (2022, 2024)
- 1 volta campione lussemburghese su strada dei 10 km (2023)

2020
- Argento ai campionati assoluti lussemburghesi (Dudelange), 1500 metri piani - 4'10"09

2022
- Oro ai campionati assoluti lussemburghesi (Schifflange), 3000 metri siepi - 8'48"30

2023
- Oro ai campionati assoluti lussemburghesi su strada (Remich), 10 km - 30'05"

2024
- Oro ai campionati assoluti lussemburghesi (Lussemburgo), 3000 metri siepi - 8'18"82